# 성인형 스틸병
성인형 스틸병(Adult-onset Still's disease)은 흔치않은 관절염의 한 형태로 1971년 이지 바이워터스에 의하여 특성이 파악되었다. 근본원인은 밝혀지지 않았으며, 일반적으로 일시적인 고열과 관절통과 근육통, 연어 살색의 홍반과 감염 증상이 동반된다.

## 역사
스틸병의 이름은 영국인 의사 조지 프레드릭 스틸(1861년–1941년)의 이름을 따서 지어졌다. 스틸은 소아의 관절병에 대한 박사학위 논문을 작성하였는데, 어른에게도 유사한 병이 발병하여 그 이름이 유래하게 되었다.

## 역학
성인형 스틸병은 희귀한 병이나 전 세계적으로 발견되고 있다. 발병률은 10만명~100만명중 1.5건 정도로 추측되고 있다. 15세~25세사이와 36세~46세사이의 두 연령대에서 발병율이 높다는 것이 발견되었다.

## 전조와 증세
16~35의 연령에서 관절통, 저장철의 증가, 연어 살색의 홍반, 발열, 부은 림프절이 관찰된다. 류마티스 인자(RF)와 항핵항체(ANA)는 전형적으로 음성이다. 환자는 피로감과 흉선의 커졌다는 것을 보고한다.

## 진단
진단은 혈청학이 아니라 임상적으로 이루어진다. 야마구치 판별법으로 진단할 수 있으며, 스틸병의 5가지 특징중 최소 두 가지의 큰 특징이 나타나는 것으로 진단한다.
| 큰 특징                                                | 작은 특징                            |
| ------------------------------------------------------ | ------------------------------------ |
| 최소 1주일간의 39도 이상의 고열                        | 목의 통증                            |
| 최소 2주간의 관절염이나 관절통                         | 림프절의 비대                        |
| 연어 살색의 홍반                                       | 간이나 비장의 부음                   |
| 백혈구의 증가 ( 10,000/microL 이상), 과립백혈구의 우세 | 간기능 이상                          |
|                                                        | 항핵항체와 류마티스 인자의 음성 판정 |

## 치료
소염제의 투여로 치료가 이루어지며 프레드니손과 같은 스테로이드가 심한 증상을 치료하는데 사용된다. 관절증상을 조절하기 위해 항 류마티스제제의 단독, 또는 병합요법이 필요하고 NSAID와 글루코코르티코이드에 반응을 보이지 않는 환자에서 MTX를 포함한 항류마티스제제가 관절증상조절 및 글루코코르티코이드 용량을 줄이는 데 효과적이다.
MTX와 글루코 코르티코이드에 불응성인 환자는 발병기전에 관여할 것으로 제시되고 있는 염증사이토카인들을 직접 목표로 하는 치료가 효과적이다. 대표적으로 IL-6 수용체 단클론항체인 tocilizumab, IL-1 수용체 길항체인 anakinra의 치료 효과가 보고 되었다.

## 같이 보기
- 소아 특발성 관절염